# ديان إميري
ديان إميري (بالإنجليزية: Dianne Emery)‏ هي دراجة جنوب أفريقية، ولدت في 4 يناير 1984 في جنوب أفريقيا.